# Planète Oui
Planète OUI était un fournisseur privé français d'énergie renouvelable présent sur le marché français.
La société est créée en avril 2007 au moment de la déréglementation du marché de l'électricité en France — lancée en 1999 et achevée en 2007 — qui met fin au monopole d'EDF. Elle se spécialise dans la commercialisation d'électricité d'origine renouvelable.
En février 2022, la société est rachetée par Mint Énergie.

## Histoire
Planète OUI est créé en avril 2007 par Nicolas Milko et Philippe Couche, deux ingénieurs du secteur de l'énergie, au moment de la déréglementation du marché de l'électricité en France — débutée en février 1999 pour les industriels et achevée en juillet 2007 pour les particuliers — qui met fin au monopole d'EDF.
Ils décident de se spécialiser dans l'électricité produite à partir des énergies renouvelables, et d'encourager la réduction de consommation de leurs clients,,.
En octobre 2009, Planète OUI signe un partenariat avec la société Windéo, spécialisée en petites éoliennes domestiques, pour racheter à un tarif préférentiel la surproduction d'électricité produite par ces éoliennes.
Le 21 novembre 2016, la société est placée en liquidation judiciaire par le tribunal de commerce de Lille. Un repreneur est trouvé en décembre 2016 : la société spécialisée dans la gestion des énergies renouvelables BCM Energy,.
En janvier 2019, le groupe devient le premier fournisseur à proposer une offre d'électricité non issue d'énergies fossiles en temps réel, couvrant 80% de la consommation de ses clients. Cela découle d'un contrat de vente directe avec l'allemand Innogy SE pour sa centrale hydroélectrique française de Courlon.
En janvier 2022, la société Oui Energy est entrée en procédure de redressement judiciaire pour son activité de fourniture d'électricité et de gaz, connue sous la marque Planète Oui, en raison de la flambée des prix sur les marchés de l'énergie.
En février 2022, elle est rachetée par Mint Énergie,.

## Organisation

### Direction
Planète OUI est dirigée par un président-directeur général.
Président-directeur général
- Nicolas Milko : 2007 - 2016
- Albert Codinach : depuis 2017

### Capital
Propriété de la société Oui Energy, filiale de BCM Energy depuis 2016,, elle est rachetée par Mint Énergie début 2022.

### Données financières
|                    | 2011  | 2012  | 2013  | 2014  | 2015   |
| Chiffre d'affaires | 1 914 | 3 558 | 6 874 | 8 347 | 10 783 |
| Résultat net       | - 365 | - 623 | - 525 | - 221 | - 66   |

### Siège
Le siège social de Planète OUI se situe dans le pôle EuraTechnologies, au 2 rue Hegel à Lille dans le département du Nord.

## Activité
Planète OUI est un fournisseur d'électricité non issue d'énergies fossiles pour les particuliers, les entreprises et les collectivités locales. La société achète directement son électricité à des producteurs d'énergie renouvelable français et utilise des certificats verts. Son mix énergétique est composé de 73% d'énergie hydroélectrique, 18% d'énergie éolienne, 1% d'énergie solaire photovoltaïque et de 8% de biomasse,.
Depuis 2018, Planète OUI propose également à ses clients l'autoconsommation : la production d'électricité renouvelable grâce à des panneaux photovoltaïques, dont une partie est directement consommée au sein du logement.
Planète OUI compte en janvier 2022 environ 120 000 clients particuliers.